# Sasunaga longistriata
Sasunaga longistriata là một loài bướm đêm trong họ Noctuidae.